# Limmat
La Limmat est une rivière suisse d'une longueur totale de 140 kilomètres.
Son nom vient de la contraction des noms des rivières de la Linth et la Maag[réf. nécessaire], qui avant la construction du canal de la Linth, étaient les deux affluents de la Limmat.
La Limmat prend sa source dans le canton de Glaris sous le nom de Linth et s'écoule jusqu'au lac de Zurich, d'où elle ressort en prenant son nom de Limmat. Elle se dirige ensuite vers le canton d'Argovie et se jette dans l'Aar à Brugg. Elle a été reconnue en tant que rivière urbaine la plus propre d'Europe en 2015 par une étude réalisée par le département de l'Agriculture des États-Unis (USDA)[réf. nécessaire]. Elle compte plusieurs îles dont l'île Grien, la Werdinsel et le Bauschänzli. L'assèchement d'un bras de la Limmat a rattaché l'ancienne île de Papierwerd à la rive droite de la rivière.

## Historique
Entre 1526 et 1527, quatre réformateurs anabaptistes zurichois, dont Félix Manz, furent condamnés à être noyés dans la Limmat pour avoir continué de pratiquer des baptêmes d'adultes, malgré l'interdiction formelle voté par le conseil de la ville.

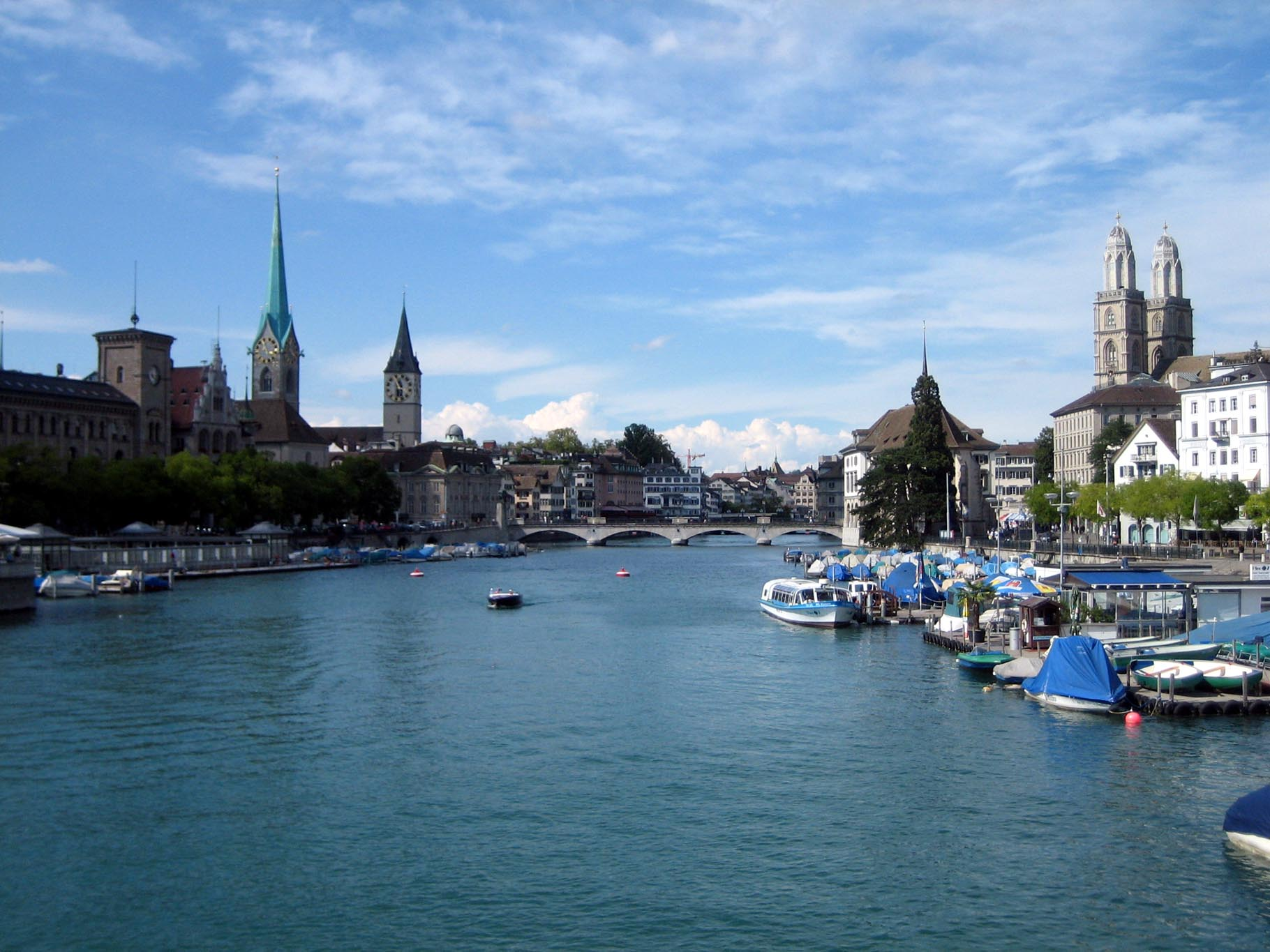
La Limmat à sa sortie du lac à Zurich.
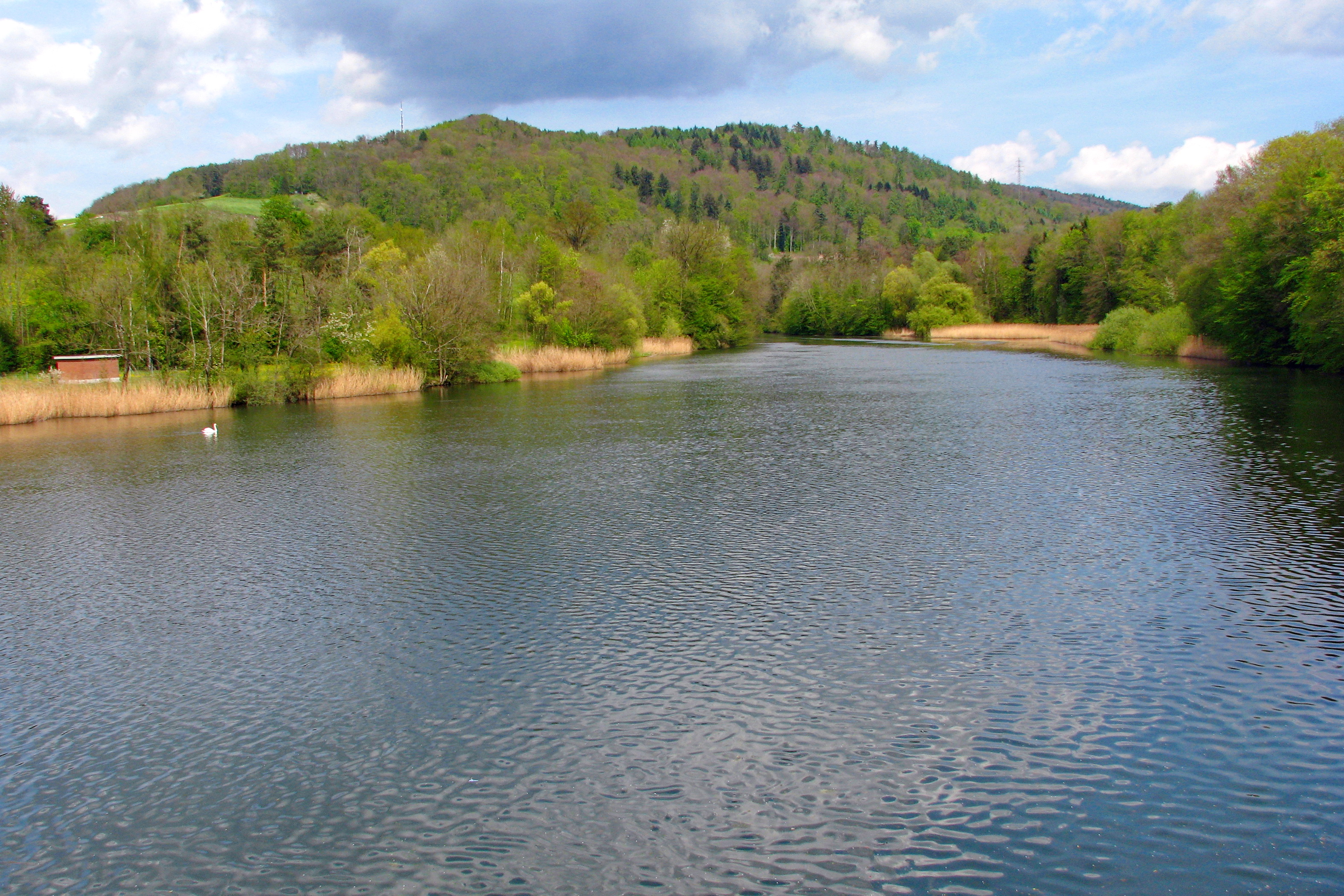
La Limmat à Würenlos.
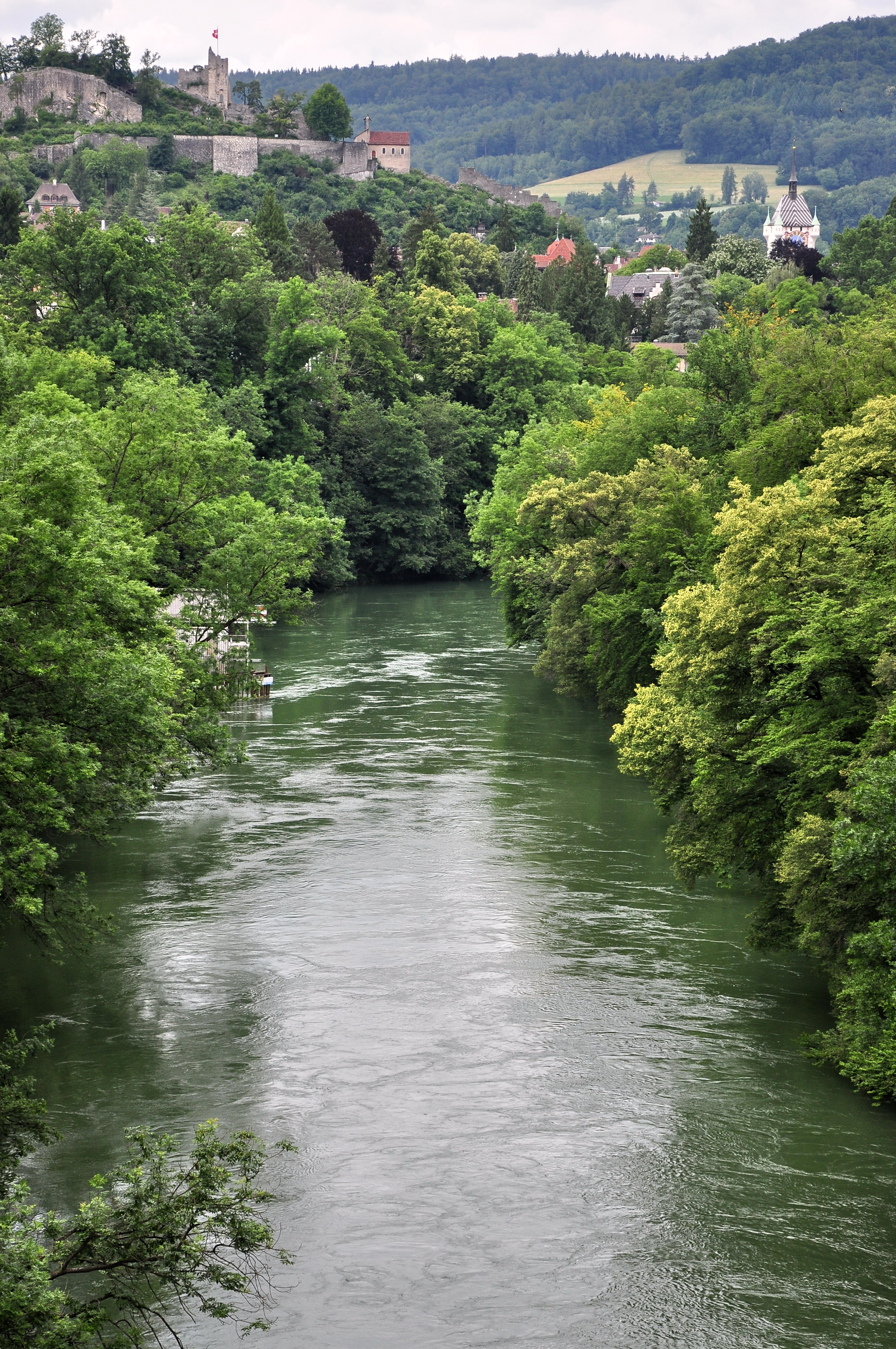
La Limmat passant à Baden et Wettingen.
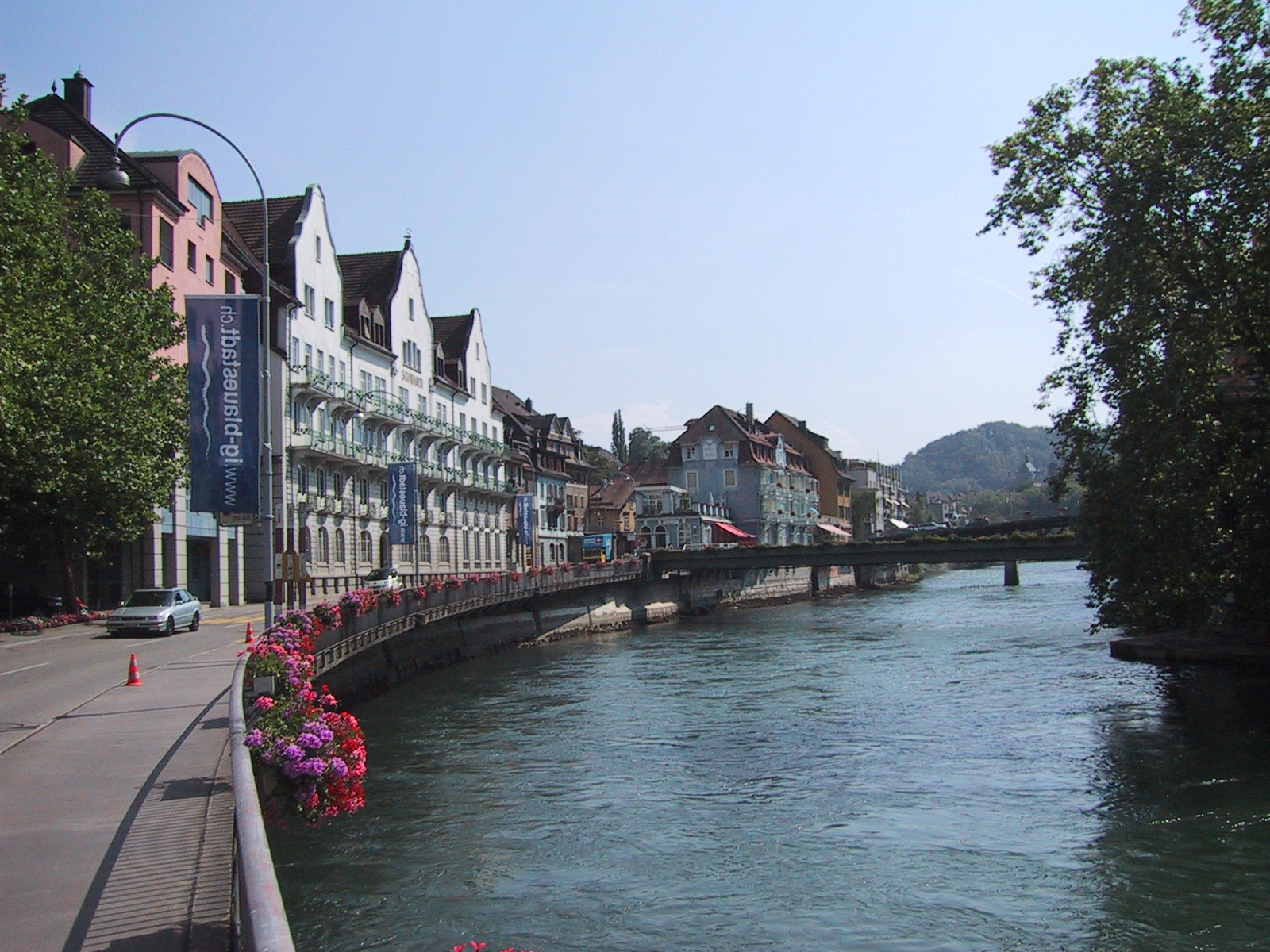
La Limmat à Ennetbaden.